# أدب الحكمة

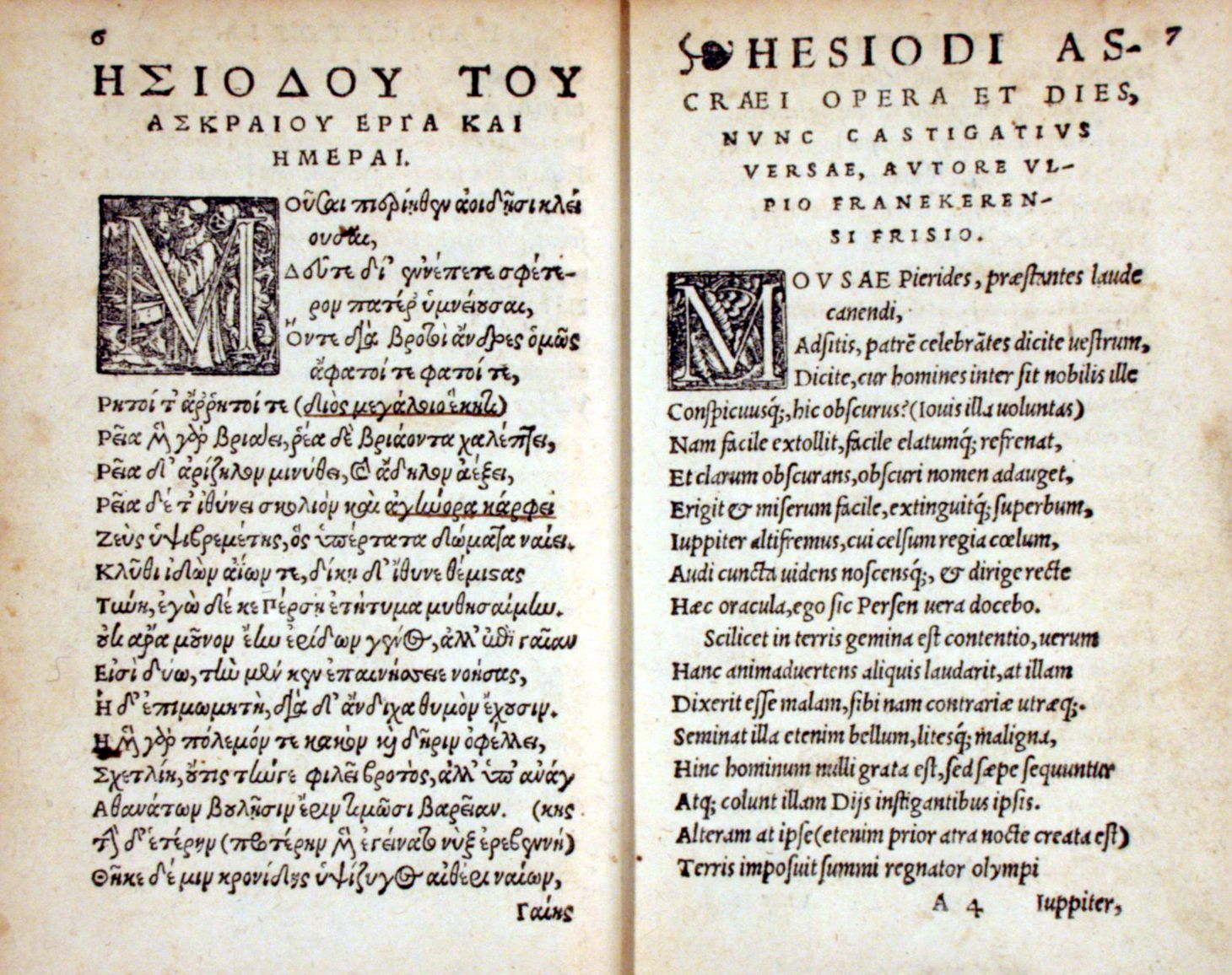

أدب الحكمة (بالإنجليزية: Wisdom literature) هو نوع من الأدب الشائع في الشرق الأدنى القديم. ويتألف من عبارات لمعلمين وحكماء بهدف التعليم والإرشاد للفضيلة والمبادئ والأخلاق والأوامرالألهية. وعلى الرغم من أن هذا النوع الأدبي يقوم بالأخذ بطريقة القصص والأساطير المروية نفسها إلا أنه انتشر في نصوص مكتوبة. , ويشبه أدب الحكمة بشكل كبيرالنوع الأدبي المسمى «مرايا الأمراء» والذي له تاريخ طويل في أدب عصرالنهضة الغربي والإسلامي. وفي العصر الكلاسيكي القديم، يعد شعر هسيودس الإغريقي التوجيهي وبالتحديد عمله الشعري «الأعمال والأيام» مصدرًا للمعرفة كما هو الحال مع أدب الحكمة في مصرو بابل والهند. ويزخرالأدب العربي الجاهلي ما قبل الإسلام بقصائد كثيرة تمتلئ بعبارات الحكمة ومنها قصائد الشاعر زهير بن أبي سلمى (520-609).
ومن الأمثلة على الحكمة: هي الكتب المقدسة كالقرآن والإنجيل.
كما أن الحكمة تكون طابعاً جميلا لكثير من الابيات الشعرية أو قصائد بأكملها، وتبين تجارب وخبرات سابقة تنقل عبر الأجيال تحكي قصصا نستنتج منها المواعظ والعبر.
و من أشهر الحكماء على مر التاريخ:
- سقراط
- المتنبي
- سولون

ومن حكم الشعر العربي نعرض حكمة للشافعي – – يقول:
يخاطبني السفيه بكل قبحٍ ***	و آسف أن أكون له مجيبًا
يزيد سفاهةً وأزيد حلمًا ***	كعود زاده الإحراق طيبًا